# Liga Mundial de Polo Aquático Masculino de 2008
A Liga Mundial de Polo Aquático Masculino de 2008 foi a sétima edição da Liga Mundial, organizado pela FINA. A Super Final aconteceu em Genoa, Itália, com a vitória da Seleção Sérvia de Polo Aquático.